# Joseph Pradère-Niquet
 (novembre 2015).
Si vous disposez d'ouvrages ou d'articles de référence ou si vous connaissez des sites web de qualité traitant du thème abordé ici, merci de compléter l'article en donnant les références utiles à sa vérifiabilité et en les liant à la section « Notes et références ».
Joseph Pradère-Niquet, né le 3 août 1774 à Saint-Pierre de Terre-Neuve et décédé le 23 décembre 1825) est un corsaire français.

## Biographie
Son père est propriétaire d'une pêcherie-sécherie. En 1775, les Anglais expulsent de Saint-Pierre-et-Miquelon la famille Pradère-Niquet au cours du grand dérangement. Elle est embarquée à bord du paquebot anglais Betsy qui rallie La Rochelle, où elle résidera jusqu'en 1783.
En 1801 il commande Le Renard (2e du nom); en 1806 il est second à bord du Courrier de la Manche avec son frère Ange. En 1806, il commande Le Spéculateur avec comme second son frère Ange. Il prend successivement L'Ariel et Le Flamouth. En 1808, toujours avec Le Spéculateur, il prend Le Neptune, Le Peggy, Le Georges, et en 1810, Le Sidbourg et Le Sedbury.
En 1809, il commande La Junon armée à Auray avec laquelle il prendra Le Prenman, L'Elisa-Anna, qu'il laisse toutefois courir après l'avoir rançonné,puis L'Elisa, Le Rioder et Le Truet de Jersey. En 1810, toujours avec La Junon, il arraisonne  Le Trial puis deux bricks anglais (Le Shelmers et Le Swallow) ainsi que Le Patent et La Calixta. Il terminera en prenant à l'abordage le trois-mâts anglais Anne.
Joseph, secondé par son frère Ange, prend le commandement, pour une longue croisière, de  La Miquelonnaise construite pour lui être confiée. Ce trois-mâts de 200 tonneaux, 16 canons et 154 hommes d'équipage, ramènera trois bâtiments anglais : L'afred, Le Commerce of London et L'Alerte. Il coule Le Three Friendet embarque son équipage. Ensuite, il prendra Le Badajoz, Le Regent, Le George Dorothy puis Le Samuel et le Joly Cutter.
L'amirauté anglaise décide de faire cesser cette succession de prise et donne l'ordre à trois frégates anglaise : le  Cerf, le Rothe et L'Unicorn, d'arraisonner la Miquelonnaise. Après dix jours de chasse, il est rejoint et ne peut lutter contre les trois frégates puissamment armées de leurs 60 canons. Il amène pavillon le 27 janvier 1814. Ses armateurs Fourchon et Amiel le font rapatrier en France en payant une lourde rançon.
La Guerre de course étant terminée, il commandera au commerce.
Il meurt le 23 décembre 1825 des suites d'une mauvaise fièvre contractée à bord du malouin La Perle en Sierra Leone.
L'ensemble des canons pris par Joseph Pradère-Niquet peut-être estimé à 350 pièces pour 30 bâtiments anglais.